# Moussa Sow
Moussa Sow (Mantes-la-Jolie, 19 januari 1986) is een voormalige Frans voetballer van Senegalese afkomst die doorgaans als aanvaller speelde.

## Clubcarrière
Hij verruilde in augustus 2015 Fenerbahçe SK voor Al-Ahli, dat circa €15.000.000,- voor hem betaalde. Een jaar later werd hij weer aan Fenerbahçe verhuurd. Hij keerde vervolgens terug bij Al-Ahli, dat inmiddels met andere clubs was gefuseerd tot Shabab Al-Ahli Club. In 2018 werd hij verhuurd aan Bursaspor. In 2019 kwam hij uit voor Gaziantep FK. Medio 2020 verbond Sow zich aan Ümraniyespor.

## Interlandcarrière
Sow maakte op 12 augustus 2009 zijn debuut in het Senegalees voetbalelftal, in een oefeninterland tegen Congo-Kinshasa (1–2 winst). Zijn eerste interlanddoelpunt maakte hij op 5 september 2010, tegen wederom Congo-Kinshasa (kwalificatiewedstrijd voor het Afrikaans kampioenschap 2012, eindstand 2–4 winst). Met Senegal nam hij deel aan de Afrikaanse kampioenschappen in 2012 en in 2015. Sow nam deel aan het WK voetbal 2018 in Rusland, maar kwam daar niet in actie. Senegal was ingedeeld in groep H, samen met Polen, Colombia en Japan. Na een 2–1 zege op Polen, dankzij de winnende treffer van M'Baye Niang, speelde de West-Afrikaanse ploeg met 2–2 gelijk tegen Japan, waarna in de slotwedstrijd op 28 juni met 1–0 verloren werd van groepswinnaar Colombia. De selectie van bondscoach Aliou Cissé eindigde in punten en doelpunten exact gelijk met nummer twee Japan, maar moest desondanks toch naar huis: Senegal werd het eerste land dat op basis van de Fair Play-regels werd uitgeschakeld, omdat de ploeg iets meer gele kaarten kreeg dan Japan. Mede daardoor beleefde het Afrikaanse continent de slechtste WK sinds 1982.

## Clubstatistieken
| seizoen | club                | land                                  | competitie | Competitie | Competitie | Beker | Beker  | Internationaal | Internationaal | Totaal | Totaal |
| seizoen | club                | land                                  | competitie | Weds.      | Doelp.     | Weds. | Doelp. | Weds.          | Doelp.         | Weds.  | Doelp. |
| ------- | ------------------- | ------------------------------------- | ---------- | ---------- | ---------- | ----- | ------ | -------------- | -------------- | ------ | ------ |
| 2004/05 | Stade Rennais       | Vlag van Frankrijk                    | Ligue 1    | 3          | 0          | 1     | 0      | 0              | 0              | 4      | 0      |
| 2005/06 | Stade Rennais       | Vlag van Frankrijk                    | Ligue 1    | 7          | 0          | 3     | 2      | 2              | 0              | 12     | 3      |
| 2006/07 | Stade Rennais       | Vlag van Frankrijk                    | Ligue 1    | 14         | 0          | 2     | 0      | 0              | 0              | 16     | 0      |
| 2007/08 | Stade Rennais       | Vlag van Frankrijk                    | Ligue 1    | 2          | 0          | 0     | 0      | 0              | 0              | 2      | 0      |
| 2007/08 | CS Sedan Ardennes   | Vlag van Frankrijk                    | Ligue 2    | 30         | 6          | 7     | 4      | 0              | 0              | 37     | 10     |
| 2008/09 | Stade Rennais       | Vlag van Frankrijk                    | Ligue 1    | 32         | 9          | 8     | 3      | 5              | 1              | 45     | 13     |
| 2009/10 | Stade Rennais       | Vlag van Frankrijk                    | Ligue 1    | 24         | 3          | 2     | 2      | 0              | 0              | 26     | 5      |
| 2010/11 | Lille OSC           | Vlag van Frankrijk                    | Ligue 1    | 36         | 25         | 7     | 0      | 8              | 1              | 51     | 26     |
| 2011/12 | Lille OSC           | Vlag van Frankrijk                    | Ligue 1    | 18         | 6          | 1     | 1      | 6              | 3              | 25     | 10     |
| 2011/12 | Fenerbahçe          | Vlag van Turkije                      | Süper Lig  | 10         | 6          | 2     | 1      | 0              | 0              | 12     | 7      |
| 2012/13 | Fenerbahçe          | Vlag van Turkije                      | Süper Lig  | 31         | 15         | 7     | 1      | 16             | 3              | 44     | 19     |
| 2013/14 | Fenerbahçe          | Vlag van Turkije                      | Süper Lig  | 30         | 15         | 1     | 0      | 4              | 1              | 35     | 16     |
| 2014/15 | Fenerbahçe          | Vlag van Turkije                      | Süper Lig  | 33         | 14         | 7     | 2      | 0              | 0              | 40     | 16     |
| 2015/16 | Fenerbahçe          | Vlag van Turkije                      | Süper Lig  | 2          | 1          | 0     | 0      | 3              | 1              | 5      | 2      |
| 2015/16 | Al-Ahli             | Vlag van Verenigde Arabische Emiraten | VAE Liga   | 24         | 13         | 0     | 0      | 0              | 0              | 24     | 13     |
| 2016/17 | → Fenerbahçe        | Vlag van Turkije                      | Süper Lig  | 25         | 12         | 5     | 1      | 7              | 2              | 37     | 15     |
| 2017/18 | Bursaspor           | Vlag van Turkije                      | Süper Lig  | 11         | 4          | 1     | 0      | 0              | 0              | 12     | 4      |
| 2017/18 | Shabab Al-Ahli Club | Vlag van Verenigde Arabische Emiraten | VAE Liga   | 8          | 1          | 0     | 0      | 0              | 0              | 8      | 1      |
| 2018/19 | Gaziantep FK        | Vlag van Turkije                      | TFF 1. Lig | 15         | 4          | 0     | 0      | 0              | 0              | 15     | 4      |
| 2020/21 | Ümraniyespor        | Vlag van Turkije                      | TFF 1. Lig | 13         | 3          | 1     | 0      | 0              | 0              | 14     | 3      |
| Totaal  | Totaal              | Totaal                                | Totaal     | 368        | 137        | 55    | 17     | 51             | 12             | 464    | 167    |

## Erelijst
Lille
- Kampioen Ligue 1

2010/11
- Coupe de France

2010/11
 Fenerbahçe
- Kampioen Süper Lig

2013/14
- Beker van Turkije

2011/12, 2012/13
- Turkse supercup

2014
 Al-Ahli
- Kampioen VAE Liga

2015/16
 Frankrijk –19
- Europees kampioen –19

2005
1 Diallo ·
2 Kara ·
3 Koulibaly ·
4 Mbengue‎ ·
5 Gueye ·
6 Sané ·
7 Sow ·
8 Kouyaté  ·
9 Diouf ·
10 Mané ·
11 N'Doye ·
12 Sabaly ·
13 A. N'Diaye ·
14 Konaté ·
15 Sakho ·
16 K. N'Diaye ·
17 B. N'Diaye ·
18 Sarr ·
19 Niang ·
20 Baldé ·
21 Gassama ·
22 Wagué ·
23 Gomis · 
Coach: Cissé